# CBグラン・カナリア
CBグラン・カナリア（Club Baloncesto Gran Canaria – Claret, S.A.D.）は、スペイン・カナリア諸島州ラス・パルマス県ラス・パルマス・デ・グラン・カナリアを本拠地とするプロバスケットボールチームである。リーガACB所属。2010年から2021年までのスポンサー名称はハーバライフ・グラン・カナリア（Herbalife Gran Canaria）。

## 歴史
1963年に創設された。1985年にリーガACB（1部）初昇格を果たすが、1シーズンでLEB（2部）に降格した。
その後も昇降格を繰り返し、1995年よりリーガACBに定着している。リーガACBでの最高位は5位（2002-03、2005-06）。ULEBカップ4度出場でベスト8が最高であった。
2022-23シーズンのユーロカップで優勝し、2023-24シーズンのユーロリーグ出場権を得ていたが、財政上の理由でユーロリーグへの参加を見送った。
長らくユーロカップ(2018-19シーズンのみユーロリーグ)へ参戦し続けていたが、2025-26シーズンからはユーロカップを離れFIBAが主催するBCLへ参戦すると発表された。

## 過去の成績
| シーズン  | リーグ                    | 順位      |
| --------- | ------------------------- | --------- |
| 1983-84   | セグンダ・ディビシオン    | 2位       |
| 1984-85   | プリメーラ・ディビシオンB | 2位       |
| 1985-86   | リーガACB                 | 15位      |
| 1986-87   | プリメーラ・ディビシオンB | 4位       |
| 1987-88   | プリメーラ・ディビシオンB | 3位       |
| 1988-89   | リーガACB                 | 18位      |
| 1989-90   | リーガACB                 | 23位      |
| 1990-91   | プリメーラ・ディビシオン  | 1位       |
| 1991-92   | リーガACB                 | 23位      |
| 1992-93   | プリメーラ・ディビシオン  | 9位       |
| 1993-94   | プリメーラ・ディビシオン  | 5位       |
| 1994-95   | リーガEBA                 | 南地区2位 |
| 1995-96   | リーガACB                 | 14位      |
| 1996-97   | リーガACB                 | 12位      |
| 1997-98   | リーガACB                 | 10位      |
| 1998-99   | リーガACB                 | 14位      |
| 1999-2000 | リーガACB                 | 7位       |
| 2000-01   | リーガACB                 | 13位      |
| 2001-02   | リーガACB                 | 16位      |
| 2002-03   | リーガACB                 | 5位       |
| 2003-04   | リーガACB                 | 7位       |
| 2004-05   | リーガACB                 | 8位       |
| 2005-06   | リーガACB                 | 5位       |
| 2006-07   | リーガACB                 | 6位       |
| 2007-08   | リーガACB                 | 9位       |
| 2008-09   | リーガACB                 | 6位       |
| 2009-10   | リーガACB                 | 8位       |
| 2010-11   | リーガACB                 | 6位       |
| 2011-12   | リーガACB                 | 14位      |
| 2012-13   | リーガACB                 | 4位       |
| 2013-14   | リーガACB                 | 5位       |
| 2014-15   | リーガACB                 | 8位       |
| 2015-16   | リーガACB                 | 5位       |